# 威登伯格 (阿拉巴马州)
威登伯格（英文：Vredenburgh），是美国阿拉巴马州下属的一座城市。面积约为1.5平方英里（约合3.89平方公里）。根据2010年美国人口普查，该市有人口312人，人口密度为207.58/平方英里（约合80.21/平方公里）。